# Lenindenkmale in nicht-sozialistischen Ländern

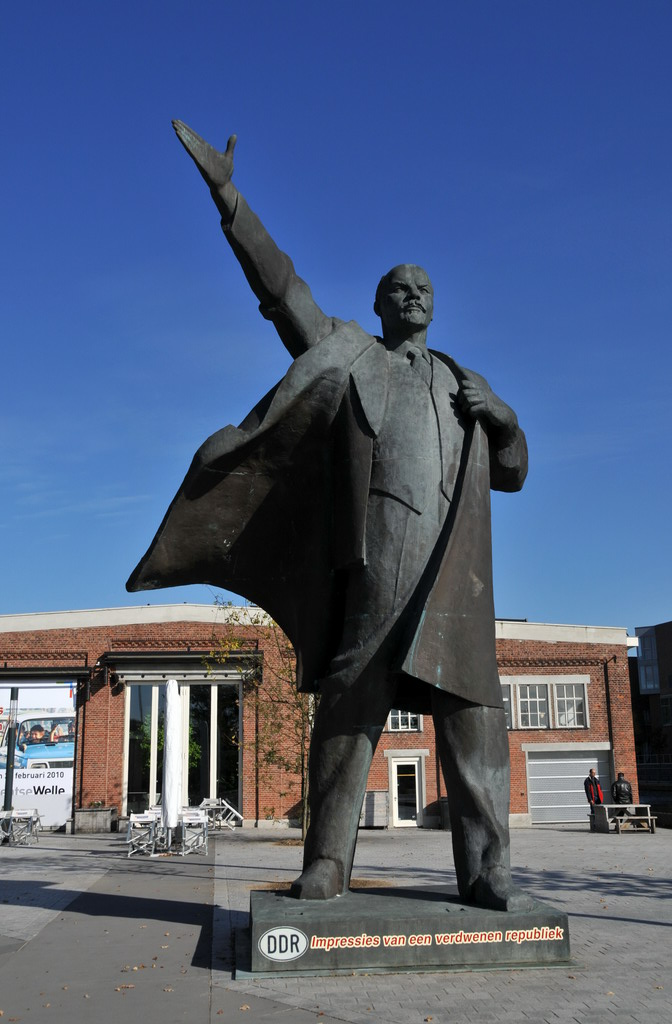
Lenindenkmal in den Niederlanden, 2009

Lenindenkmäler wurden seit dem Tode Wladimir Iljitsch Lenins in zahlreichen Städten der Sowjetunion und anderer sozialistischer Staaten errichtet. Sie entstanden im Zuge eines um ihn entwickelten Personenkults und sollten Lenin als kommunistischen Vordenker und Gründer der Sowjetunion ehren. Nach dem Ende der kommunistischen Diktaturen und dem Zerfall der Sowjetunion wurden zahlreiche dieser Denkmäler demontiert oder zerstört. Außerhalb des ehemaligen Ostblocks gab und gibt es einige Lenindenkmäler. Nur diese werden in dem folgenden Beitrag dargestellt und sind nach Erdteilen sortiert. Die wenigsten Skulpturen standen schon vor dem Jahr 1990 in den hier genannten Orten. Sie sind häufig durch Schenkung oder Kauf an ihre aktuellen Standorte gelangt.

## Afrika
Simbabwe
- Harare

## Amerika

### Vereinigte Staaten von Amerika

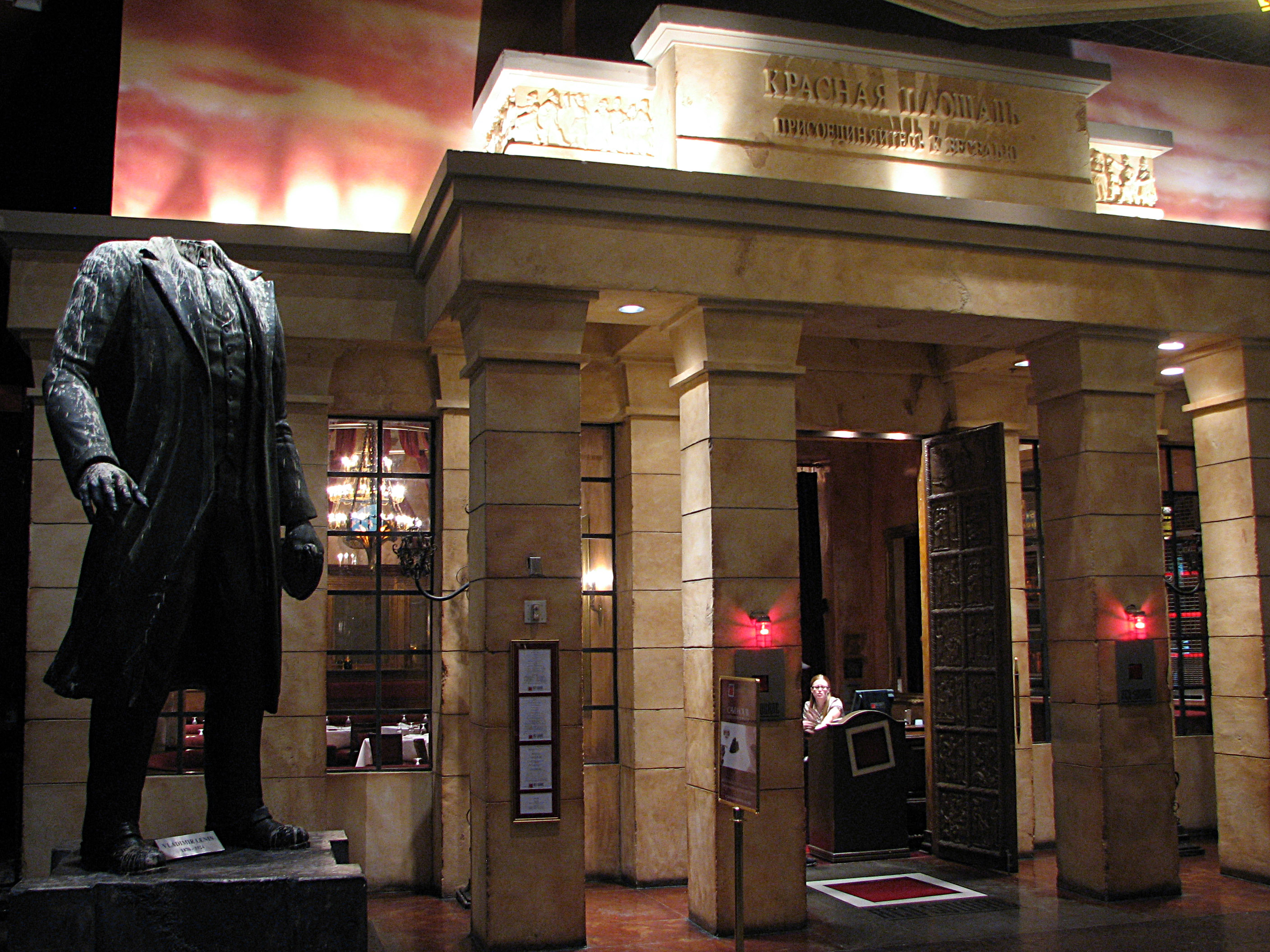
Kopflose Leninskulptur im Casino Mandalay Bey, Las Vegas

- Freedom Park in Arlington County – die Statue wurde in umgestürztem und kopflosem Zustand aus dem russischen Sankt Petersburg eingeführt.
- Fremont in Seattle (Washington) – nahe dem Fremont-Sunday-Marktplatz. Die 30 Tonnen schwere Bronzeskulptur wurde durch den US-Bürger Lewis Carpenter[1] aus der Stadt Poprad in der Slowakei[2] eingeführt.
- East Village in New York City – von 1994 bis 2016 installiert auf der Spitze des Luxusappartementgebäudes Red Square, seit 2016 einen halben Block entfernt auf einem Gebäude in der Norfolk Street.[3]
- Dallas, Texas
- Atlantic City, New Jersey – im Tropicana Casino
- Paradise, Nevada – im Mandalay Casino, ohne Kopf

Anmerkung: Die nach 1990 in den Vereinigten Staaten aufgestellten Skulpturen stammen durchweg aus den früheren sozialistischen Ländern, die ihre Denkmale „entsorgten“.

### Kanada
- Vancouver: ein großer metallisierter Leninkopf mit einem kleinen Mao Zedong auf dem Schädel, angefertigt von den chinesischen Künstlern Gao Zhen und Gao Qiang. Sie versuchen, die Balance zu halten (Vancouver – Statue of Lennin & Mao who is trying to keep the balance).[4] Die Kritik-Statue wird anlässlich von Kunst-Festivals auch in anderen Städten Nordamerikas gezeigt. Im Frühjahr 2015 soll sie in Los Angeles ausgestellt gewesen sein,[5] im Mai/Juni 2015 stand sie bei der Biennale in Richmond.[6]

## Antarktis
- Freiluftbüste an der ehemaligen sowjetischen Forschungsstation Pol der Unzugänglichkeit[7]

## Asien
Indien
- Kolkata, Bronzeskulptur auf quadratischem rotem hohem Sockel – steht am Beginn der ehemaligen Prachtstraße Esplanade[5]
- Vijayawada
- Neu-Delhi – dieses Denkmal im Nehru-Park wurde im November 1987 anlässlich eines Besuchs des damaligen sowjetischen Staatschefs Michail Gorbatschow eingeweiht.[8]

## Europa

### Dänemark
- Hørsholm (1986–1996; befindet sich heute im Arbeitermuseum in Kopenhagen)
- Herning: eine große Kupferstatue ist auf zwei Stützen gelegt, so dass es wie ein Aufbahren wirkt. Der Untertitel lautet „The LENIN aera is now finished“.[9]

### Deutschland (West)

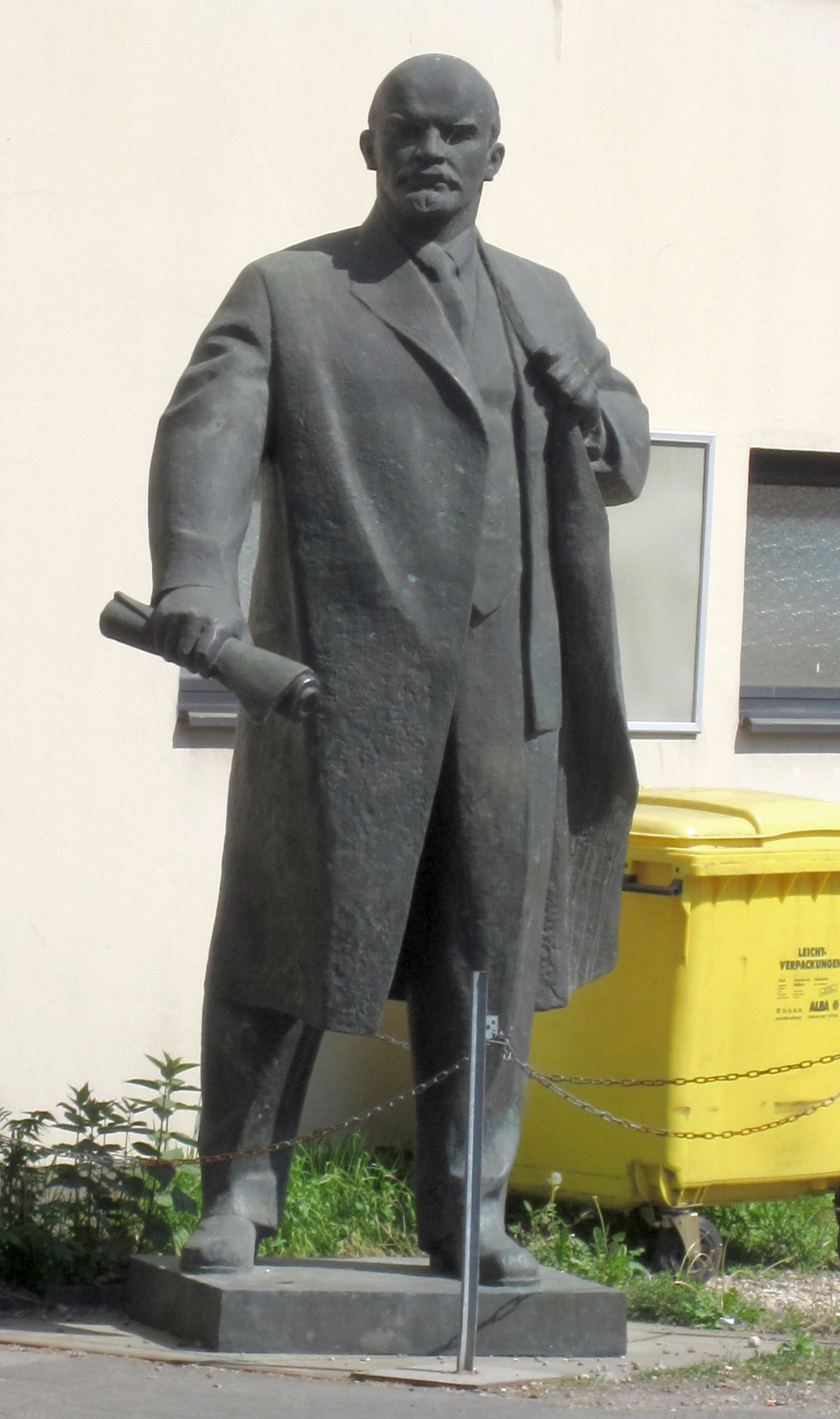
In Berlin-Kreuzberg (2012)

- Berlin-Neukölln; Leninstatue am Firmensitz von Zapf Umzüge  in der Nobelstraße 66
- Frankfurt am Main: Leninbüste am ehemaligen Museum Explora.
Die von einem Schrottplatz gerettete Bronze-Büste wurde von dem Konzeptkünstler M. Charlamov mit einer hinterleuchteten 3-D-Brille ausgestattet und vor dem Museum aufgestellt. Die Büste erhielt den Namen Anaglyphowitsch. Wegen geplanter Umstrukturierung sollte die Büste an dieser Stelle entfernt werden, sie stand zum Verkauf für Selbstabholer.[10] Verbleib unbekannt.
- Lenindenkmal in Gelsenkirchen der Marxistisch-Leninistischen Partei (MLPD)
- Gundelfingen: Hierher wurde 1992 eine Leninstatue aus Dresden gebracht. Diese hatte die Stadt an der Donau zu einer Auktion freigegeben, jedoch kein Gebot erhalten.[11]
- Mannheim, in der Kunsthalle ausgestellt, Büste von Fritz Cremer.[12][13]

### Finnland
Einige Denkmale der früheren Sowjetunion sind nach 1990 auch finnischen Städten oder Unternehmen angeboten worden. Bis zum Jahr 2022 gab es zwei Lenindenkmäler in Finnland. Sie wurden nach dem Beginn des Überfalls Russlands auf die Ukraine abgebaut. Zudem gibt es in Finnland mehrere Gedenktafeln.
- Kotka: Geschaffen vom estnischen Bildhauer Matti Varik, 1979 als Geschenk der Stadt Tallinn in Erinnerung an einen Aufenthalt Lenins in Kotka, im Oktober 2022 abgebaut und in das Regionalmuseum von Kymenlaakso gebracht.[14][15][16]
- Turku: Büste 1977 als Geschenk der Stadt Leningrad in Erinnerung an Lenins Aufenthalt dort, geschaffen von Michail Konstantinowitsch Anikuschin, im April 2022 abgebaut und in Museumsdepot gebracht.[17][18]

### Italien
- Cavriago (bei Reggio nell’Emilia), an der Piazza Lenin („Leninplatz“). Dies ist eine der wenigen original für diesen Standort angefertigten Leninbüsten.[19]
- Capri, in den Gärten des Augustus

### Niederlande
- Bad Nieuweschans, ein kleiner Ort in der Provinz Groningen;

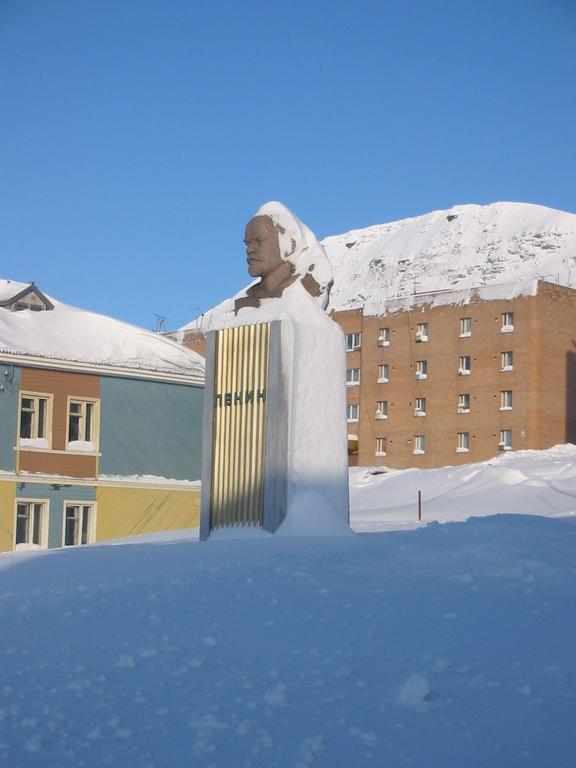
Leninbüste in Barentsburg

Der Besitzer einer Bauunternehmung kaufte 1997 die Statue aus Merseburg. Seitdem lässt er sie vor allem in der Provinz Groningen umherwandern, wo sie unter anderem schon in Tjuchem (ab 1997), Enschede (2009), Bad Nieuweschans (ab 2010) und Assen (2012/13) stand und für Ausstellungen zur DDR oder den SU-Mythen warb. Von Juni 2013 bis April 2020 stand sie wieder im Spa von Bad Nieuweschans. Nach Besitzerwechsel des Spa wurde sie im April 2019 ausgelagert.[20]

### Norwegen
- Barentsburg
- Pyramiden – die am weitesten nördliche Leninstatue der Welt, steht vor dem Kulturzentrum.

### Schweden
- High-Chaparral-Themenpark nahe Hillerstorp (Småland) – stammt aus Nowa Huta, wo es am 10. Dezember 1989 demontiert und zunächst in den Krakauer Stadtteil Wróblowice verbracht wurde, 1992 durch den Schweden Big Bengt Erlandsson angekauft.[21][22]

### Spanien
- Bilbao, neben einer Büste von Karl Marx aufgestellt (Bezirk Otxarkoaga).

## Bilder

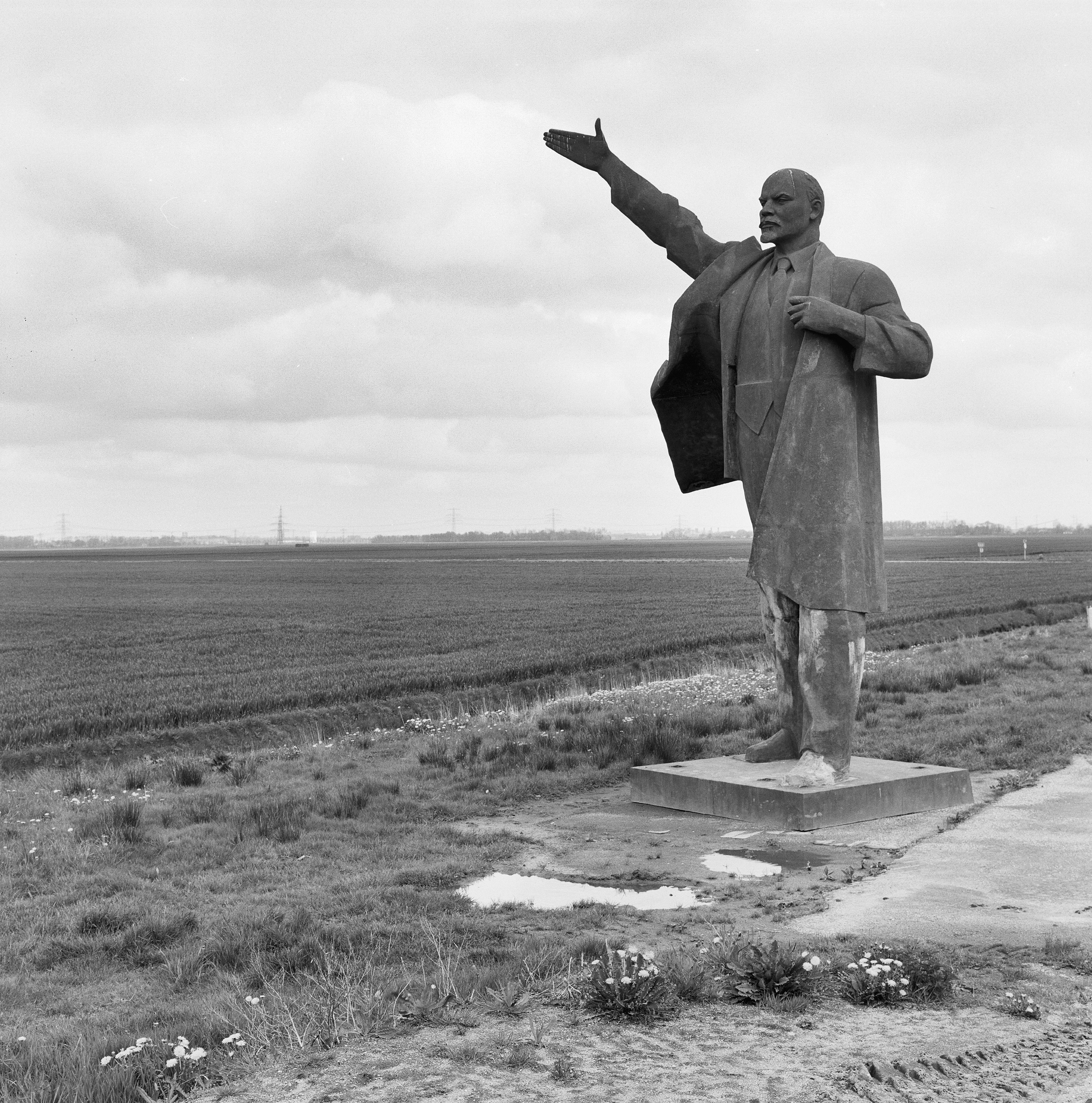
Tjuchem (Niederlande; 1998)
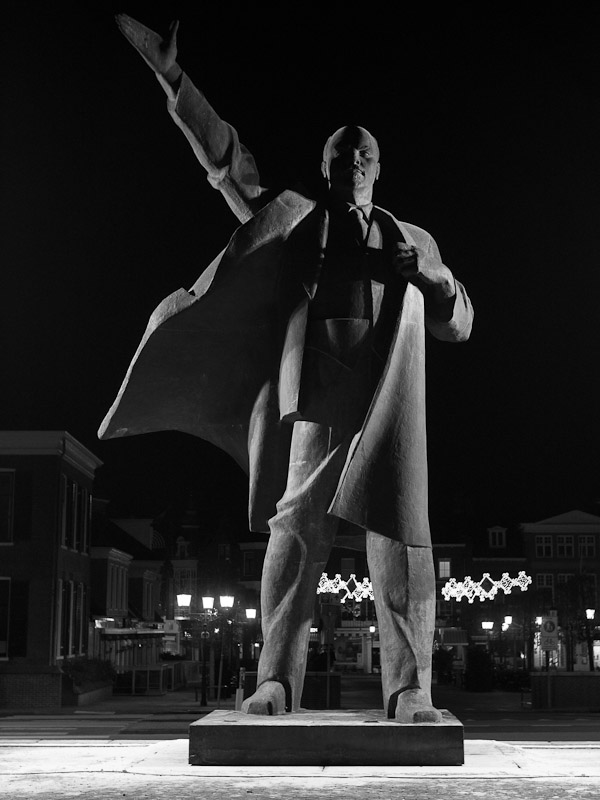
Assen (Niederlande; 2012)
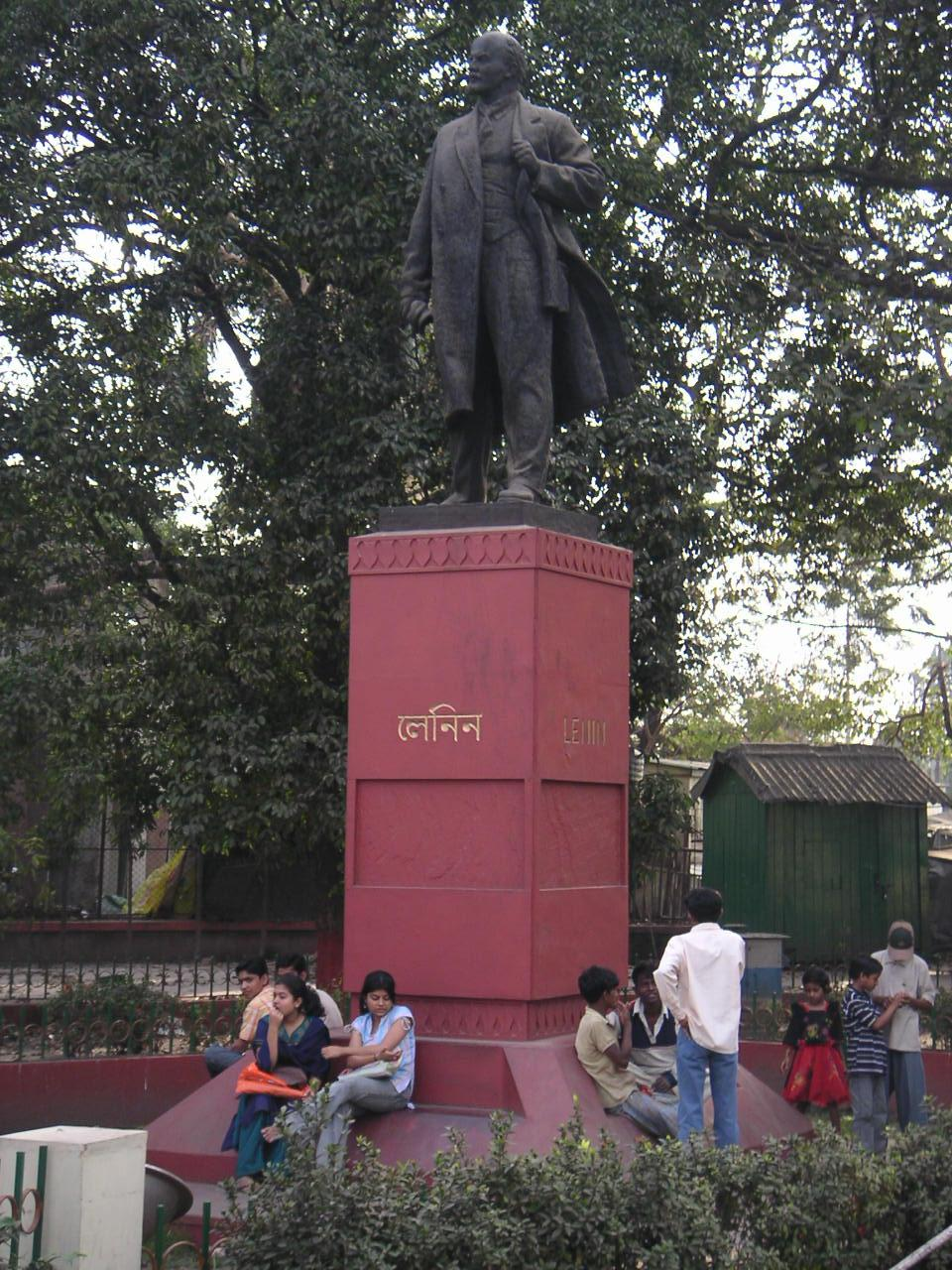
Kolkata (Indien; 2005)
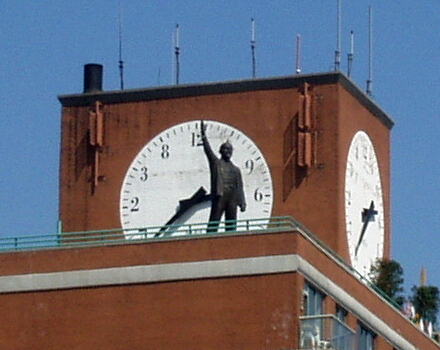
New York City (USA; 1994)
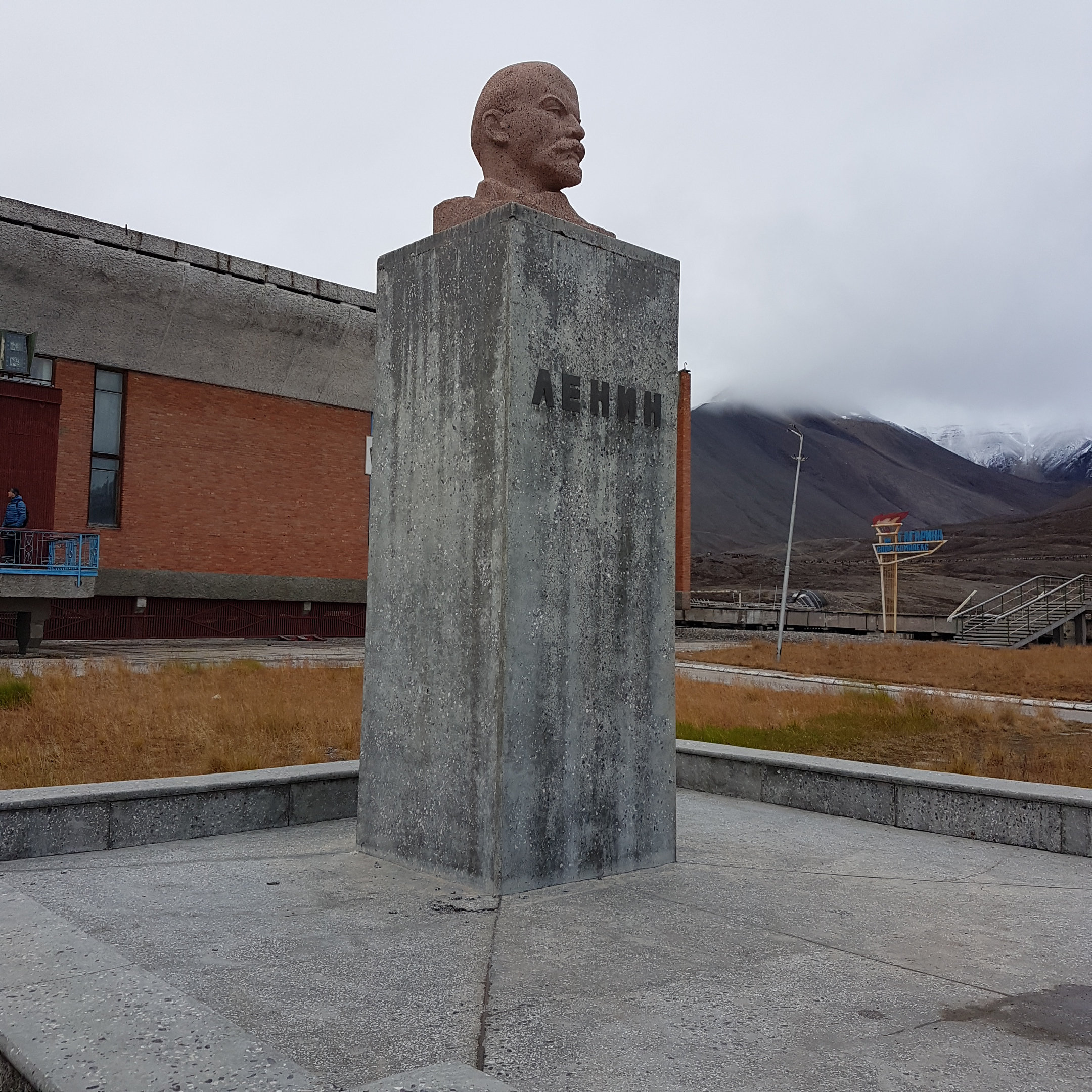
Leninbüste in Pyramiden, Spitzbergen (2018)